# San Sicario
San Sicario är en ort i Italien. San Sicario är en kommundel (frazione) i Cesana Torinese.
Under Olympiska vinterspelen 2006 arrangerade by damernas störtlopp, damernas Super-G och båda könens alpin kombination. San Sicario är både en vinter- och sommarturistort, som turistort blev den känd på 1970-talet. Har en av de modernaste skidanläggningarna i Italien. Gemensamt liftsystem gör att man kan åka till närbelägna orter som Sestriere och Sauze d'Oulx.